# Peugeot 403
Peugeot 403 - легковий автомобіль, що випускався французькоїю компанією Peugeot з 1955 по 1966 рік.
Всього виготовили 1,014,111 автомобілів.

## Історія

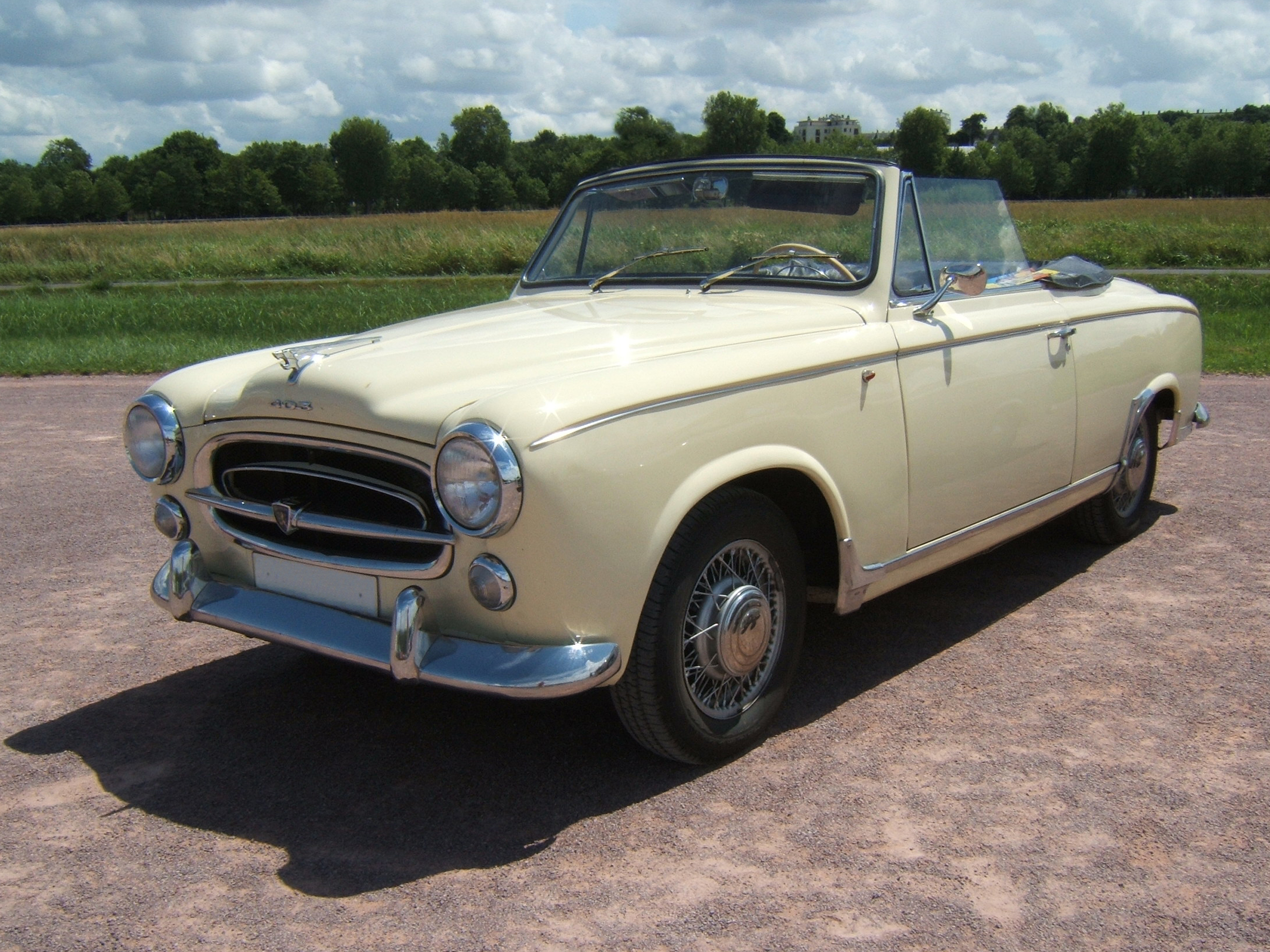
Peugeot 403 cabriolet

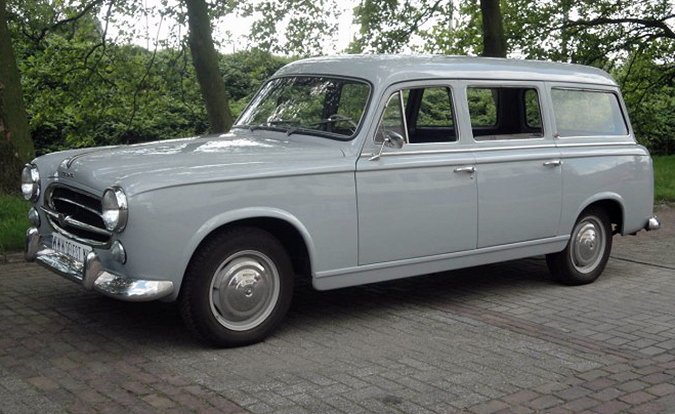
Peugeot 403 U Break

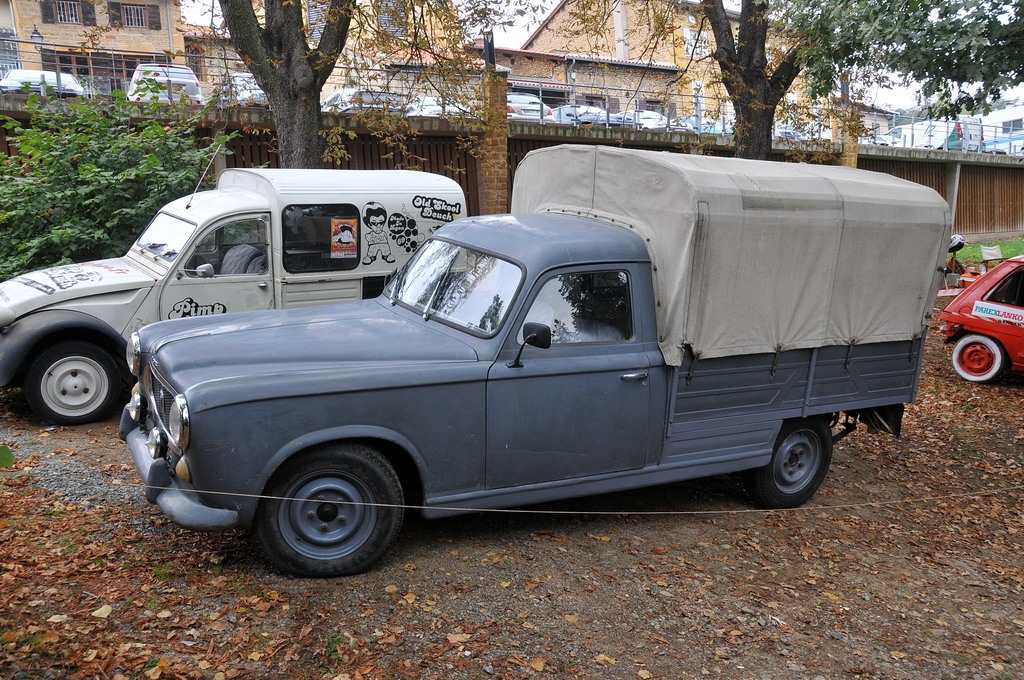
Peugeot 403 Fourgon

Модель 403 з кузовом седан дебютувала 20 квітня 1955 року в палаці Трокадеро (Trocadéro Palace) в Парижі. За обсягом двигуна автомобіль потрапляв до податкового клас 8 CV, розташовуючись нижче Citroën Traction Avant класу 11 CV, але перебуваючи класом вище невеликих автомобілів, що випускалися конкурентами.
Згодом колір ламп на задніх стійках «світлофорного» типу був замінений на однаковий. У 1957 році змінені передні фари для відповідності новим стандартам, а також оновлені склоочисники вітрового скла.
До 1958 року на капоті автомобіля кріпилася виступаюча вперед хромована емблема Peugeot у вигляді лева, однак з 1959 року, з міркувань безпеки, він змінений на звичний логотип в щитку.

## Кузов
Дизайн кузова розроблений італійською фірмою «Pininfarina». Кузов - понтонного типу, трьохоб'ємний.

## Двигун
Спочатку 403 оснащувалися бензиновими двигунами від Peugeot 203 об'ємом 1290 см³. Надалі його змінив рядний 4-циліндровий двигун об'ємом 1468 см³ потужністю 65 к. с. (48 кВт) при 5000 об/хв. Цікавою особливістю даного двигуна був термостат, що включається при температурі менше 75 °C і вимикається при температурі понад 84 °C . Він дозволяв зменшити витрату палива від 5 до 10% залежно від середньої швидкості руху і запобігав шуму .
Восени 1958 року на моделі Peugeot 403 були встановлені дизельні двигуни, вперше в історії Peugeot.
У 1960 році комплектація «403 Berline Luxe» отримала модифікований двигун 203 об'ємом 1290 см³ з потужністю 47 к.с. . Автомобіль отримав податковий клас 7CV в Франції .

## Трансмісія
Модель 403 оснащувалася 4-ступінчастою повністю синхронізованою механічною трансмісією із заднім приводом . Важіль перемикання передач розташовувався з правого боку рульової колонки .
На Паризькому автосалоні 1957 року представлено автоматичне зчеплення «Jaeger», що включається при перемиканні передач яке встановлювалося за додаткову плату .

## Типи кузовів
Для версій «Familiale» та «Commerciale» універсала 403 колісна база була збільшена на 21 см . «Familiale» мала додатковий третій ряд сидінь; таким чином, число сидячих місць збільшувалося до 7/8. «Commerciale», навпаки, мала традиційну конфігурацію - тільки два ряди сидінь . Подовжені універсали також мали посилену задню підвіску.
Версія з кузовом 2-дверний кабріолет мала розкішний інтер'єр і шкіряну оббивку салону. У 1958 році кабріолет коштував на 80% дорожче, ніж седан початкового рівня «Berline Grand Luxe». У зв'язку з високою вартістю кабріолетів вироблено значно менше, ніж моделей з іншими кузовами . Один з кабріолетів знімався як автомобілі лейтенанта Коломбо. Навесні 1961 року випуск кабріолетів 403 був припинений, їм на зміну прийшла модель 404 з кузовом аналогічного типу .

## Закінчення провадження
У 1960 році запроваджується модель Peugeot 404, яка остаточно повністю змінює 403 у 1966 році.